# Humilitat
La humilitat és un tret del caràcter o una actitud que consisteix a rebaixar el propi mèrit, estima o vàlua davant dels altres.

## Religió
Ha estat vista com un valor o qualitat positiva en algunes cultures, a causa de la submissió a la divinitat, on l'ésser humà es reconeix imperfecte i inferior en comparació als déus i els ret culte per no provocar la seva ira.
A les religions orientals està relacionada amb la capacitat de desprendre's del propi jo com un pas previ per a la il·luminació o assoliment del nirvana. Tot el que sigui egoisme o orgull és un llast per fusionar-se amb el cosmos i la individualitat és mal vista, car tothom és només una peça en el total de l'univers i pot adoptar cíclicament diverses personalitats.
El cristianisme exalta la humilitat com a antídot al pecat capital de la supèrbia o orgull excessiu. Diverses paràboles i passatges bíblics en fan referència, com per exemple la paràbola del fariseu i el publicà. És també l'actitud adequada davant la lectura de les Escriptures, de múltiples sentits. Està lligada a diverses representacions de Maria, asseguda amb un coixí i amb la mirada baixa, com a signe d'acceptació del seu destí.

## Filosofia
Seria l'extrem oposat de l'orgull extrem o hibris clàssica. Per a Spinoza és la tristesa causada per la pròpia consciència d'impotència o feblesa. Nietzsche veu la humilitat com una estratègia falsa dels febles per protegir-se dels nobles i usurpar el seu lloc en el poder. Lloant la humilitat, hom blasma la força, que és el que regeix a la natura, per defensar aquells que no poden posseir-la.